# Lust oder Frust – Die Sexbox
Lust oder Frust – Die Sexbox ist eine seit 2021 ausgestrahlte Reality-Doku-Soap auf VOX.

## Handlung
Im Mittelpunkt von Lust oder Frust – Die Sexbox stehen Paare, die sogenannte Sexboxen zugeschickt bekommen. Darin befinden sich Sextoys und andere Gadgets rund um den Intimverkehr, die dann getestet und von den Kandidaten bewertet werden.

## Hintergrund
Das von Tresor TV produzierte Lust oder Frust – Die Sexbox basiert auf der Reihe The Good Girl’s Guide to Kinky Sex des Produktionsunternehmens Crackit Productions aus dem Vereinigten Königreich. Die Erstausstrahlung im deutschen Fernsehen fand am 8. Februar 2021 nach 22 Uhr auf VOX statt. Bisher sind sechs Folgen fest geplant.

## Rezeption
Das Medienmagazin DWDL.de zieht Vergleiche mit der seit Jahren gute Zuschauerzahlen verzeichnenden Sendung Hot oder Schrott – Die Allestester von Endemol Shine Germany. „Und weil Sex im deutschen Fernsehen bekanntlich immer geht“ sei ein Ableger mit Fokus auf Sexthemen nur folgerichtig.
Insgesamt funktioniere die die Sendung gut, weil die Bandbreite der noch nicht von anderen Formaten bekannten Kandidaten groß ist und es sich um „Normalos“ handle. Kritiker Timo Niemeier kommt zum Schluss, es habe „unbestritten einen Unterhaltungswert, wie sich die Pärchen mit den Gadgets beschäftigen und dabei teilweise erst einmal rätseln müssen, was man damit nun genau anstellen soll.“